# 東海正在播出
東海ON AIR（日语：東海オンエア）是日本的一个六人组合，是线上创业者所組成的网络公司UUUM旗下的YouTuber组合。该组合成立于2013年10月12日。2016年（平成28年）8月4日该组合担任「冈崎市观光传道师」。

## 成员
| 代表色 | 英字        | 藝名      | 本名       | 出生日期       |
| ------ | ----------- | --------- | ---------- | -------------- |
|        | Tetsuya     | （彻也）  | 小栁津徹也 | 1993年10月30日 |
|        | Mushimegane |           | 河合太紀   | 1992年9月29日  |
|        | Ryo         | （亮）    | 福尾亮     | 1993年6月11日  |
|        | Yumemaru    | （梦丸）  | 杭全夢丸   | 1994年1月23日  |
|        | Shibayu     | （ 柴裕） | 柴田裕輔   | 1993年12月30日 |
|        | Toshimitsu  | （俊光）  | 鈴木俊光   | 1993年7月17日  |

## 出演
- 日本全国ご自慢列島 ジマング（富士电视台，2014年11月11日） - 彻也，俊光。
- 本能Z（CBC电视台，2017年10月14日） - 彻也，俊光，亮，虫眼镜。

## 外部連結
官方網站
- 東海正在播出在UUUM上的页面：日文 （页面存档备份，存于）

YouTube
- 主频道：TokaiOnAir （页面存档备份，存于）
- 第二频道：TokaiHikaesitsu （页面存档备份，存于）

社交网站
- 柴裕的X（前Twitter）
- 彻也的X（前Twitter）
- 亮的X（前Twitter）
- 俊光的X（前Twitter）
- 梦丸的X（前Twitter）
- 虫眼镜的X（前Twitter）